# Panuel Mkungo
Panuel Mkungo (4 gennaio 1994) è un mezzofondista keniota.

## Biografia
Ha partecipato ai Giochi Panafricani del 2019, nei quali si è piazzato in quinta posizione nella mezza maratona ed in quarta posizione con la staffetta 4x400 metri. Nel 2024 ha partecipato nuovamente ai Giochi Panafricani, conquistando un sesto posto nella mezza maratona.

## Palmarès
| Anno | Manifestazione     | Sede  | Evento            | Risultato | Prestazione | Note |
| ---- | ------------------ | ----- | ----------------- | --------- | ----------- | ---- |
| 2019 | Giochi Panafricani | Rabat | Mezza maratona    | 5º        | 1h03'10"    |      |
| 2019 | Giochi Panafricani | Rabat | Staffetta 4x400 m | 4º        | 3h07'51"    |      |
| 2024 | Giochi Panafricani | Accra | Mezza maratona    | 6º        | 1h06'30"    |      |

## Altre competizioni internazionali[1]
2013
- 17º alla 20 km de Paris ( Parigi) - 1h00'05"

2019
- 5º alla Mezza maratona di Boston ( Boston) - 1h02'51"

2021
- 10º al Cross Internacional Zornoza ( Amorebieta-Etxano) - 26'50"

2022
- Oro alla Mezza maratona di Bucarest ( Bucarest) - 1h02'28"
- 4º alla Mezza maratona di Madrid ( Madrid) - 1h02'50"

2023
- Oro alla Maratona di Istanbul ( Istanbul) - 2h10'35"

2024
- 14º alla Maratona di Daegu ( Daegu) - 2h12'08"
- 25º alla Mezza maratona di Istanbul ( Istanbul) - 1h03'19"